# Pridraga
Pridraga falu Horvátországban Zára megyében. Közigazgatásilag Novigradhoz tartozik.

## Fekvése
Zára központjától légvonalban 28 km-re, közúton 37 km-re keletre, községközpontjától 6 km-re délkeletre Dalmácia északi részén, a Novigradi-tengertől 3 km-re délre, a Karini-tengertől 1 km-re nyugatra fekszik. Újabb részei a Karini-tenger partjára települtek.

## Története
Területe már a római korban lakott volt. Ennek ékes bizonyítéka a Szent Márton templom, amelynek építését a szakemberek az 5. vagy a 6. századra teszik. A templom mellett a feltárások során hatszögletű ókeresztény keresztelőmedence alapjaira bukkantak. A mai települést 1435-ben „Dolac” (völgyecske) néven említik először. Története során általában „Sumartin”, vagy „Sumartindol(ac)” alakban szerepel a korabeli okiratokban, mely nevet Szent Márton tiszteletére szentelt templomáról kapta. Mai nevén a 17. században szerepel először. 1797-ig a Velencei Köztársaság része volt, majd miután a francia seregek felszámolták a Velencei Köztársaságot osztrák csapatok szállták meg. 1809-ben az Első Francia Császárság Illír Tartományának része lett. 1815-ben a bécsi kongresszus újra Ausztriának adta, amely a Dalmát Királyság részeként Zárából igazgatta 1918-ig. A településnek 1857-ben 553, 1910-ben 999 lakosa volt. Az első világháborút követően előbb a Szerb-Horvát-Szlovén Királyság, majd Jugoszlávia része lett. A délszláv háború során lakossága kezdettől fogva sorozatos támadásoknak volt kitéve. 1991. november 21-én a faluba betörtek szerb csapatok, a templomot és a házakat felgyújtották, és egészen 1997. augusztus 27-ig szerb megszállás alatt maradt, amikor a Vihar hadművelet során a horvát csapatok felszabadították. 2011-ben 1470 lakosa volt, akik főként mezőgazdasággal, állattenyésztéssel és turizmussal foglalkoztak. A kulturális élet mozgatórugója és a hagyományok ápolója a KUD "Luzarica" kulturális és művészeti egyesület.

## Lakosság
| Lakosság változása | Lakosság változása | Lakosság változása | Lakosság változása | Lakosság változása | Lakosság változása | Lakosság változása | Lakosság változása | Lakosság változása | Lakosság változása | Lakosság változása | Lakosság változása | Lakosság változása | Lakosság változása | Lakosság változása | Lakosság változása |
| ------------------ | ------------------ | ------------------ | ------------------ | ------------------ | ------------------ | ------------------ | ------------------ | ------------------ | ------------------ | ------------------ | ------------------ | ------------------ | ------------------ | ------------------ | ------------------ |
| 1857               | 1869               | 1880               | 1890               | 1900               | 1910               | 1921               | 1931               | 1948               | 1953               | 1961               | 1971               | 1981               | 1991               | 2001               | 2011               |
| 553                | 552                | 660                | 714                | 847                | 999                | 998                | 1.261              | 1.568              | 1.639              | 1.801              | 1.978              | 1.807              | 1.799              | 1.471              | 1.470              |

## Nevezetességei
- Tours-i Szent Márton tiszteletére szentelt temploma[6] egy kopár hely lábánál fekvő mező közepén áll. A templom egyhajós épület három apszissal, melyek háromkaréjos kereszt alakzatot kölcsönöznek neki. Kulturális műemlék. Építési idejét az 5–6. századra teszik, de néhány forrás csak 10. századinak tartja.[3] Mellette hatszögletű keresztelőmedence alapjait tárták fel. A mai templomban csak egy fából készített szembemiséző oltár áll ambóval és fa szentségtartóval. Egykor három oltár állt a templomban, amely hasonló lehetett a ma Šibenik mellett található Bilice ókeresztény templomához. A templom körül temető van számos régi, kőből faragott sírkővel, amelyek azonban mára elpusztultak. A templom mellett számos díszesen faragott kőtöredéket is találtak, melyek egy ókeresztény oltárépítmény részei lehettek. Ezek közül különösen híres az a dombormű, amely pajzsos, kardos lovaskatonát, valószínűleg a templom védőszentjét ábrázolja és a zárai régészeti múzeumban található.[3] A templom a délszláv háború során többször megsérült. Különösen nagy kár érte 1992. március 17-én, amikor szerb szabadcsapatok tüzérsége támadta. Gránáttalálat következtében apszisa két helyen is beszakadt, de a fal egyes részei és a tető is súlyos károkat szenvedett, szinte teljesen megsemmisült. A templomot a háború után újjáépítették, 1997. november 11-én szentelte fel Ivan Prenđa zárai érsek.[3]
- A Rózsafüzér királynője tiszteletére szentelt új temploma helyén eredetileg egy 1882-ben Szent Márk tiszteletére épített templom állt.[3] A templomot 1978-ban építették, felszentelését 1978. október 1-jén Marijan Oblak zárai érsek végezte. A délszláv háborúban az 1991. november 21-én a faluba betörő szerb csapatok kifosztották és felgyújtották, majd 1992. március 17-én a maradványokat is felrobbantották. A háború után újjáépítették és 2002. október 5-én újra felszentelték.[3]
- A Manastirine vagy Mijovilovac[7] nevű helyen végzett feltárások során egy 9. századi Szent Márton tiszteletére szentelt templom alapfalait ásták ki. A feltárásokat 1940-41-ben, valamint 1951 és 1957 között Stjepan Gunjača vezette, melynek eredményeit 1963-ban tette közzé. A templom a hatapszisos kora román stílusú dalmát templomok közé tartozik, melyhez hasonlót Kašićon, Trogirban, Splitben és Zárában is találunk. Mellette egy 1560-ban vagy utána elpusztult középkori kolostor maradványai láthatók.[3]